# Tomasz Szypuła
Tomasz Szypuła (ur. 11 kwietnia 1980 w Tarnobrzegu) – polski działacz na rzecz osób LGBT i polityk, były prezes Kampanii Przeciw Homofobii oraz były prezes Fundacji LGBT Business Forum.

## Życiorys

### Wykształcenie
Ukończył dziennikarstwo i komunikację społeczną na Uniwersytecie SWPS w Warszawie, a także Szkołę Liderów Organizacji Pozarządowych oraz Szkołę Praw Człowieka przy Helsińskiej Fundacji Praw Człowieka.

### Działalność społeczna
Początki działalności Tomasza Szypuły związane są z powstaniem w grudniu 2001 krakowskiego oddziału Kampanii Przeciw Homofobii, której był wiceprezesem i rzecznikiem prasowym w latach 2002–2004. Współorganizował krakowskie edycje kampanii społecznych „Niech nas zobaczą” w 2003 oraz kampanii „Jestem gejem, jestem lesbijką” – promującej ideę związków partnerskich w Polsce.
Od 2009 do 2014 był wspólnie z m.in. Ygą Kostrzewą i Krystianem Legierskim członkiem nieformalnej Grupy Inicjatywnej ds. Związków Partnerskich.
Od 18 lipca 2010 do 26 lutego 2012 pełnił funkcję prezesa Kampanii Przeciw Homofobii. W 2006, jako pierwszy Polak w historii, objął funkcję członka zarządu ILGA-Europe (Europejskiego Regionu Międzynarodowego Stowarzyszenia Lesbijek i Gejów) z siedzibą w Brukseli.
W 2004 nominowany do nagrody środowiska gejowsko-lesbijskiego – Człowieka Tęczy przez nieistniejący już magazyn „Interhom” (Wydawnictwo Softpress, Poznań).

#### Festiwal Kultura dla Tolerancji w Krakowie
Tomasz Szypuła był głównym pomysłodawcą Festiwalu Kultura dla Tolerancji w Krakowie, zapoczątkowanego 2003 przez grupę studentów związanych wówczas z krakowskim oddziałem Kampanii Przeciw Homofobii. Był szefem pierwszej edycji festiwalu, która odbyła się w dniach 6–9 maja 2004. Program wydarzeń festiwalu obejmował m.in. Marsz Tolerancji.
W 2005 wraz z Idą Łukawską był koordynatorem II edycji festiwalu. Po powstaniu Fundacji Kultura dla Tolerancji został członkiem rady fundacji.

#### Zaangażowanie w Paradę Równości w 2005
Po zakazie Parady Równości w Warszawie 10 czerwca 2005 Tomasz Szypuła był jednym z 7 organizatorów wieców stacjonarnych, które zostały zorganizowane w jej miejsce.
Decyzją ówczesnego prezydenta Warszawy Lecha Kaczyńskiego także 5 z 7 wieców zostało zakazanych. Sprawa ta znalazła swój finał w Europejskim Trybunale Praw Człowieka w Strasburgu, gdzie Tomasz Bączkowski oraz organizatorzy pozostałych zakazanych wieców, w tym Tomasz Szypuła, wspierani przez Helsińską Fundację Praw Człowieka, wnieśli swoją skargę. Trybunał orzekł, że władze Warszawy naruszyły Europejską Konwencję Praw Człowieka, zakazując przeprowadzenia Parady Równości w 2005.

### Działalność polityczna
W wyborach samorządowych w 2006 kandydował do Rady Miasta Stołecznego Warszawy z listy Zielonych 2004, otrzymując 90 głosów. W wyborach parlamentarnych w 2011 bez powodzenia kandydował do Sejmu z listy Ruchu Palikota, otrzymując 929 głosów. W 2013 przystąpił do Twojego Ruchu (nowej partii powstałej z przekształcenia Ruchu Palikota). W wyborach do Parlamentu Europejskiego w 2014 uzyskał 389 głosów. 30 listopada tego samego roku wystąpił z TR.

## Życie prywatne
W kwietniu 2024 przeszedł udar mózgu.